# Karl Schabik
Karl Schabik (* 31. Oktober 1882 in Leobschütz, Landkreis Leobschütz; † November 1945 in Altschewsk, Sowjetunion) war ein deutscher Architekt, Stadtplaner und kommunaler Baubeamter, der von 1919 bis 1945 als Stadtbaurat der Stadt Gleiwitz in Oberschlesien wirkte. Schabik war Mitglied der katholischen Deutschen Zentrumspartei.

## Leben und Wirken
Karl Schabik wurde 1882 im oberschlesischen Leobschütz geboren und besuchte dort das Gymnasium. Er studierte Architektur an der Technischen Hochschule (Berlin-)Charlottenburg und erhielt 1906 den akademischen Grad eines Diplom-Ingenieurs. Seit dem Studium war er Mitglied der katholischen Studentenverbindung KStV Burgundia Berlin  im KV. 1910 bestand er das 2. Staatsexamen und wurde zum Regierungsbaumeister (Assessor in der öffentlichen Bauverwaltung) ernannt. Am Ersten Weltkrieg nahm Schabik als Soldat teil. Danach arbeitete er in Siegburg in der Rheinprovinz und bewarb sich von dort aus auf die Stadtbauratsstelle in Gleiwitz. In dieses Amt wurde er am 22. Mai 1919 gewählt. Mit seinem Amtsantritt im Herbst 1919 schied er aus dem preußischen Staatsdienst aus.
Als Stadtbaurat trug er maßgeblich zur städtebaulichen Entwicklung der Stadt Gleiwitz bei, er schuf Straßenerweiterungen und baute die Infrastruktur aus, initiierte zahlreiche Architektenwettbewerbe, schuf mehrere öffentliche Einrichtungen und ließ innerstädtische Baulücken schließen. Zudem musste die Stadt nach der Teilung Oberschlesiens Wohnflächen für die große Anzahl an Flüchtlingen aus Ostoberschlesien schaffen.
Die Idee einer Dreistädteeinheit der Städte Gleiwitz, Beuthen und Hindenburg wurde von Seiten der Gleiwitzer Stadtverwaltung durch Schabik betreut. Unter diesem Konzept wurden, statt wie bisher unabhängig voneinander, gemeinsame Infrastrukturen geschaffen. Es entstand ein Flächennutzungsplan für die drei Städte und die angrenzenden Gemeinden.
Die quer zur Wilhelmstraße verlaufende Markgrafenstraße wurde erweitert und zur Allee gestaltet. Für das nördliche Ende, den Reichspräsidentenplatz, wurden Pläne für eine Stadterweiterung entwickelt. Diese Anlage wird heute auch als „Schabik-Achse“ bezeichnet. Hier sollte ein neues Verwaltungszentrum mit neuem Rathaus entstehen, es blieb jedoch bei den Planungen. 1932 wurde Karl Schabik als Stadtbaurat wiedergewählt. Dieses Amt übte er bis zur Besetzung der Stadt durch die Rote Armee aus.
Am 8. Februar 1945 wurde Schabik vom NKWD inhaftiert und anschließend zur Zwangsarbeit in die Sowjetunion deportiert. In Altschewsk verstarb Schabik an den Folgen einer Dysenterie. Seine Grabstelle ist unbekannt.

## Werk

### Bauten

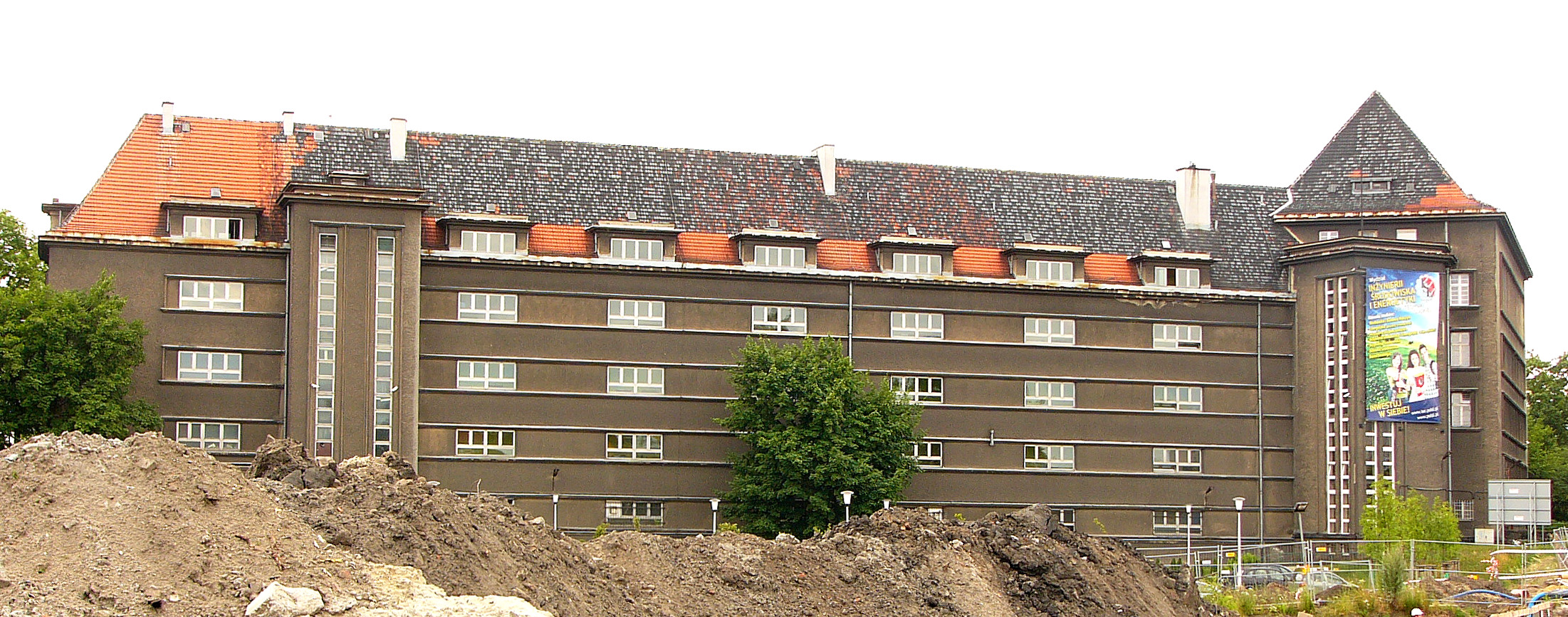
Ehem. Eichendorff-Oberlyzeum, heute Teil der Technischen Universität Gliwice / Gleiwitz

- Erweiterung der Heilig-Kreuz-Kirche in Gleiwitz
- Eichendorff-Oberlyzeum in Gleiwitz (1928–1930)

### Entwürfe
- Neues Rathaus in Gleiwitz

### Grünanlagen

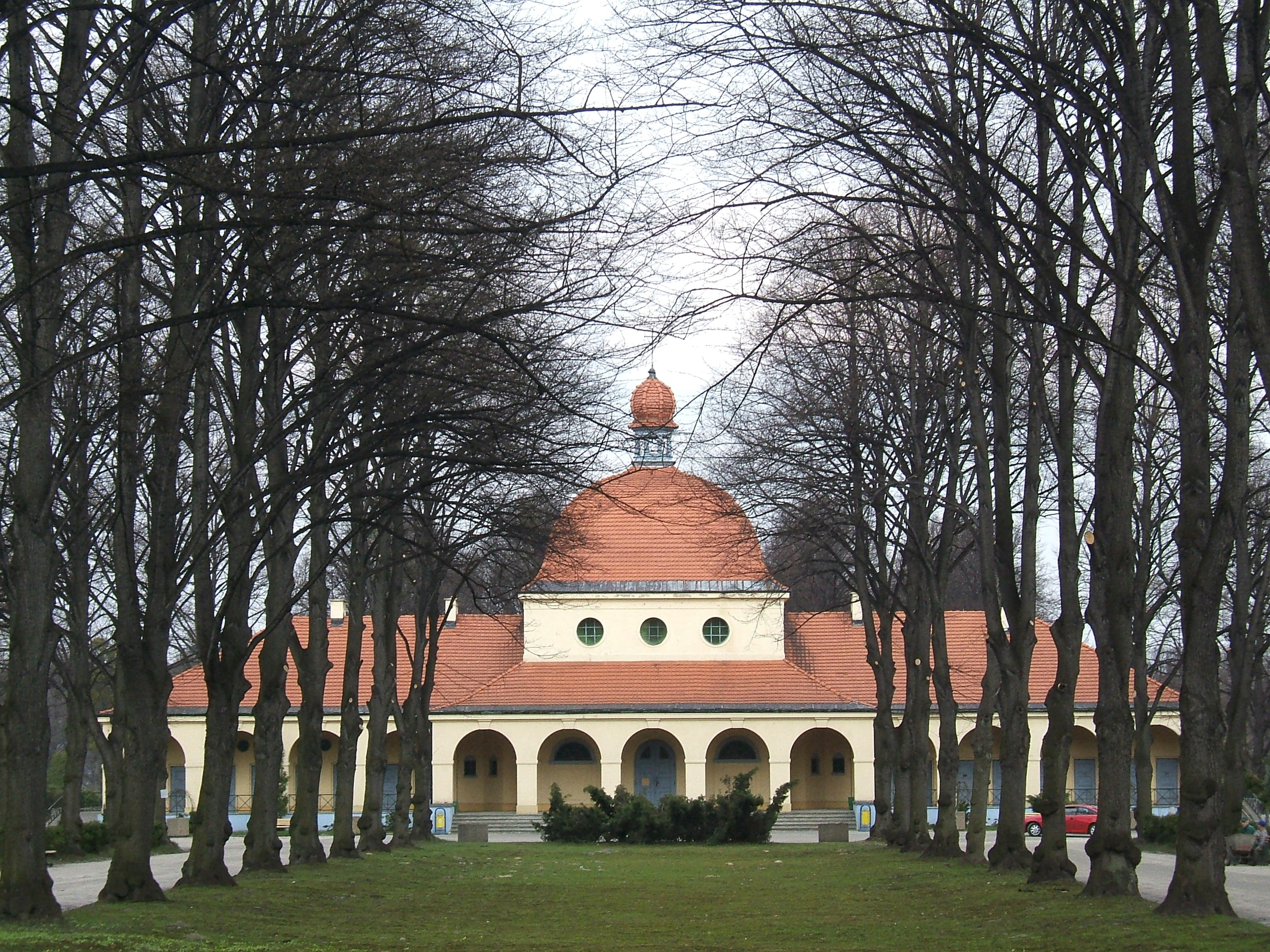
Zentralfriedhof in Gliwice / Gleiwitz

- Zentralfriedhof Gleiwitz, in Zusammenarbeit mit Richard Riedel

### Stadtplanungen
- Stadterweiterung um den Reichspräsidentenplatz
- Flächenaufteilungsplan für das Gebiet der Stadt Gleiwitz

### Denkmalpflege
- Planung und Leitung der Translozierung der Mariä-Himmelfahrt-Kirche von Zembowitz nach Gleiwitz

### Schriften
- (mit Georg Geisler und Alfons Warlo): Gleiwitz, eine oberschlesische Stadt. 1925.
- (als Mitautor): Gleiwitz. (= Monographien deutscher Städte.) Deutscher Kommunalverlag, Berlin-Friedenau 1925.
- (als Bearbeiter): Gleiwitz. (= Deutschlands Städtebau.) DARI-Verlag, Berlin-Halensee 1928.
- (mit Albert Stütz und Moritz Wolf): Dreistädteeinheit Beuthen, Gleiwitz, Hindenburg. (= Neue Stadtbaukunst.) F. E. Hübsch, Berlin / Leipzig / Wien 1929.